# Aneroid

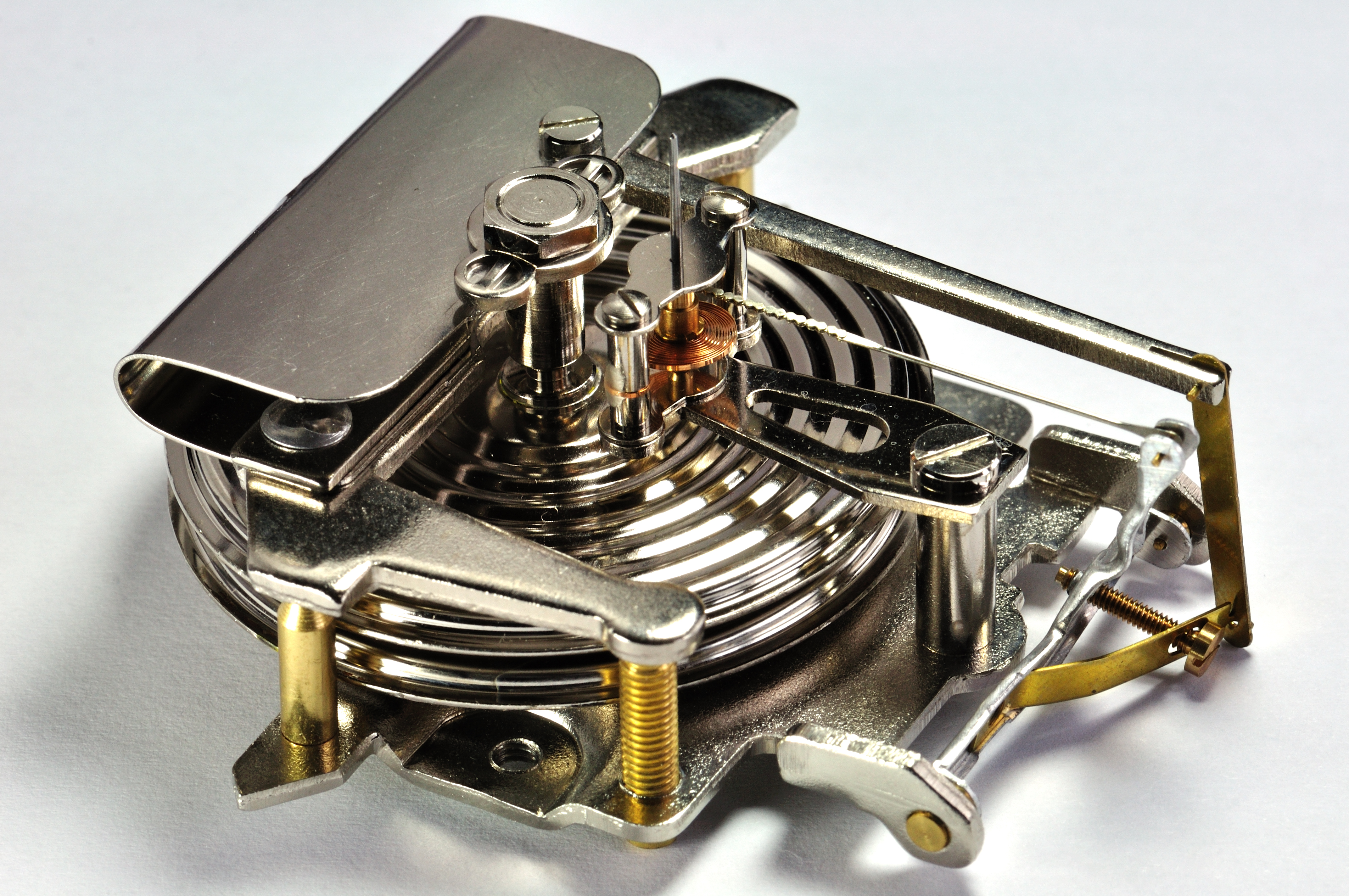
Wnętrze aneroidu

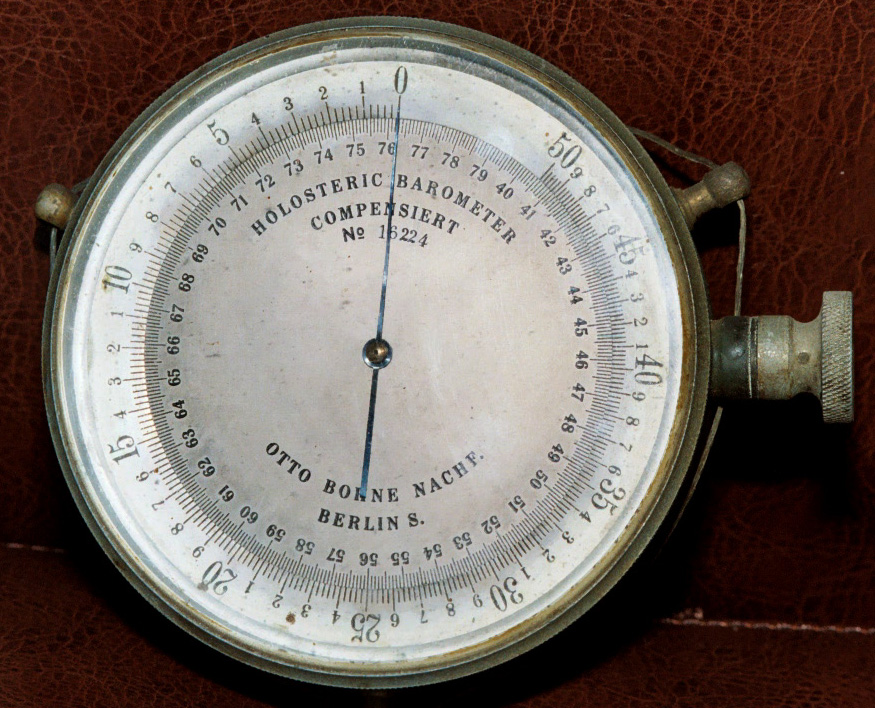
Aneroid

Aneroid – barometr metalowy. Przyrząd wykorzystywany do pomiaru ciśnienia atmosferycznego, zastępujący barometr rtęciowy.
Zasadniczą częścią aneroidów jest hermetycznie zamknięta, lekko pofałdowana, metalowa puszka membranowa (w kształcie walca), w której panuje obniżone ciśnienie (tzw. puszka Vidiego). Ciśnienie atmosferyczne próbując zgnieść metalową puszkę, zbliża do siebie jego podstawy (wykonane z elastycznego materiału). Dlatego obie podstawy są przytrzymywane za pomocą umieszczonej na zewnątrz puszki sprężyny równoważącej ciśnienie atmosferyczne.  Odkształcenia sprężyny – spowodowane zmiennością ciśnienia atmosferycznego – są przenoszone za pomocą układu dźwigni mechanicznych na wskazówkę.
Barometr metalowy został wynaleziony przez francuskiego fizyka Lucien Vidie w roku 1848, dlatego nazywany jest też puszką Vidiego.
Aneroid na skutek zmian elastyczności sprężyny (sprężyna spłaszcza się bardziej niż powinna przy danym ciśnieniu dając zbyt wysokie wskazania) należy co pewien czas sprawdzać z barometrem rtęciowym. Dodatkowo przed każdym odczytem należy lekko uderzyć palcem w aneroid, aby usunąć ewentualny błąd, jaki może powstać przez niewłaściwe zatrzymanie się wskazówki wskutek tarcia.
Aneroid jest wykorzystywany w barometrach, barografach i wysokościomierzach lotniczych, np. statoskopie.